# Бундало
Бундало је српско презиме. Значајни људи са овим презименом су:
- Александар Бундало (1989), српски боб
- Урош Бундало (1989), словеначки рукометаш